# 東福寺 (徳島県つるぎ町)
東福寺（とうふくじ）は、徳島県美馬郡つるぎ町にある真言宗御室派の寺院である。山号は五剣山。院号は宝光院。本尊は不動明王。新四国曼荼羅霊場70番札所。にし阿波お勧めビューポイント100選選定。

## 歴史
724年（神亀元年）、忌部神社の法楽として法福寺を創建。後に東福寺と改称した。また、空海が812年（弘仁3年）に開創したとも伝わる。
1582年（天正10年）、長宗我部元親の兵火に罹り、1597年（慶長2年）に宝光が中興して宝光院とした。1805年（文化2年）に焼失、その後、1833年（天保4年）に再建し現在に至る。

## 文化財
国の登録有形文化財
- 本堂 - 2012年（平成24年）2月23日に登録[2]。

つるぎ町指定文化財
- 山門 - 1976年（昭和51年）4月1日に指定。

## 前後の札所
新四国曼荼羅霊場
69番 神宮寺 ---- 70番 東福寺 ---- 71番 報恩寺

## 交通
- 徳島自動車道「美馬インターチェンジ」より車で約5分。